# Człowiek z laską czyli portret człowieka praktycznego
Człowiek z laską czyli portret człowieka praktycznego – polski film dokumentalny z 1978 w reżyserii Antoniego Halora, będący portretem generała Jerzego Ziętka, uczestnika powstań śląskich, posła i wojewody śląskiego. Film został nakręcony w trzy lata po odejściu cieszącego się zaufaniem społecznym generała na polityczną emeryturę w wyniku wrogich działań sekretarza wojewódzkiego PZPR Zdzisława Grudnia.
Film powstał na barwnej taśmie filmowej Orwo o szerokości 35 mm i długości 472 m.
Obraz został nagrodzony:
- Dyplomem uznania na Ogólnopolskim Festiwalu Filmowym w Krakowie w 1979
- Grand Prix Festiwalu Filmów Społeczno-politycznych w Łodzi w 1979